# Tournoi pré-olympique de la CONCACAF 1980
Navigation
Montréal 1976 Los Angeles 1984
Le tournoi pré-olympique de la CONCACAF 1980 a eu pour but de désigner les 2 nations qualifiées au sein de la zone Amérique du Nord, Amérique centrale et Caraïbes pour participer au tournoi final de football, disputé lors des Jeux olympiques de Moscou en 1980,.
Les tours de qualification et le tournoi final de la CONCACAF ont eu lieu du 1er avril 1979 au 2 avril 1980 et ont permis au Costa Rica et aux États-Unis de se qualifier pour le tournoi olympique, ces derniers ont toutefois été remplacés par Cuba après que le Suriname et Haïti aient décliné l'invitation. Les trois derniers participants à la ronde finale continentale octroyant deux places qualificatives ont été déterminés dans les trois groupes réunissant les 16 nations inscrites à l'issue d'un système à élimination directe disputé en match aller-retour, en jouant si nécessaire un match d'appui sur terrain neutre en cas d'égalité parfaite au score cumulé car la règle des buts marqués à l'extérieur n'est pas en vigueur.
Cette édition des Jeux fut marquée par le boycott d'une cinquantaine de nations, dont les États-Unis, à la suite de l'invasion de l'Afghanistan par l'Union soviétique en 1979. Plusieurs nations qualifiées à l'issue de ces éliminatoires ont ainsi cédé leur place et ont été remplacées par d'autres pays qui étaient normalement éliminés.

## Pays qualifiés
| Dates                             | Lieu      | Places | Qualifiés                                 |
| --------------------------------- | --------- | ------ | ----------------------------------------- |
| du 1er avril 1979 au 2 avril 1980 | Itinérant | 2      | Costa Rica États-Unis Suriname Haïti Cuba |

## Format des qualifications
Dans le système à élimination directe avec des matches aller et retour, en cas d'égalité parfaite au score cumulé des deux rencontres, les mesures suivantes sont d'application :

- Organisation d'un match d'appui sur terrain neutre,
- La règle des buts marqués à l'extérieur n'est pas en vigueur.

Dans les phases de qualification en groupe disputées selon le système de championnat, en cas d’égalité de points de plusieurs équipes à l'issue de la dernière journée, les critères suivants sont appliqués dans l'ordre indiqué pour établir leur classement :

- Meilleure différence de buts,
- Plus grand nombre de buts marqués.

## Résultats des qualifications

### Zone Amérique du Nord (NAFU)

#### Premier tour
| Équipe 1 | Résultat | Équipe 2   | Aller | Retour |
| -------- | -------- | ---------- | ----- | ------ |
| Bermudes | 8 - 2    | Canada     | 3 - 0 | 5 - 2  |
| Mexique  | 6 - 0    | États-Unis | 4 - 0 | 2 - 0  |

#### Détail des rencontres
| 1er avril 1979 | Bermudes                       | 3 - 0 | Canada | Bermuda National Stadium Hamilton, Bermudes          |                                                      |
| | Amory 6e · Bean 12e 87e (pen.) | (2 - 0) |        | Spectateurs : 4 000 Arbitrage : Tomas Herrera Garcia | Spectateurs : 4 000 Arbitrage : Tomas Herrera Garcia |
| West - Simmons, Trott, Brewster, Lambert, Brangman - Seymour, Calderon ( 67e Bean), Bell - Amory ( Dowling), Bean | Équipes                        | Di Pede (en) - Alberti (en), McLoughlin, McLenaghen (en), Belfiore (en) ( 46e McCaig) - Gray, Albuquerque (en), Sweeney, McAvan (en) - Morelli ( 71e Nagy (en)), Segota |        | Spectateurs : 4 000 Arbitrage : Tomas Herrera Garcia | Spectateurs : 4 000 Arbitrage : Tomas Herrera Garcia |

| 23 mai 1979 | Mexique                                                    | 4 - 0 | États-Unis | Estadio Nou Camp León, Mexique                 |                                                |
| | Sepúlveda 17e · Mendoza 20e · Rivera 77e · Farfán (it) 81e | (2 - 0) |            | Spectateurs : 13 000 Arbitrage : Willie Taylor | Spectateurs : 13 000 Arbitrage : Willie Taylor |
| Lugo - Herrera (en), Sepúlveda ( 86e Comparán), Villalobos, Fuentes - Dávila, Rivera, Mendoza, Moses ( 75e Farfán (it)) - Lira, Zacarias | Équipes                                                    | Brcic (en) - Clarke (en), Morrone (en), G. Nanchoff (en), Makowski (en) - Van der Beck (en), Davis, Hulcer (en), Villa (en) ( 46e L. Nanchoff (en)) - Ebert (en), MacWilliams (en) ( 62e Leeper (en)) |            | Spectateurs : 13 000 Arbitrage : Willie Taylor | Spectateurs : 13 000 Arbitrage : Willie Taylor |

| 27 mai 1979 | Canada                  | 2 - 5 | Bermudes                                              | Lansdowne Park Ottawa, Canada                   |                                                 |
| | Burke 62e · Sweeney 80e | (0 - 1) | Bean 38e 85e · Brangman 52e · Trott 60e · Astwood 76e | Spectateurs : 5 000 Arbitrage : Gino D'Ippolito | Spectateurs : 5 000 Arbitrage : Gino D'Ippolito |
| Klein - MacKenzie (en), McLenaghen (en), Ragan, Sweeney - McAvan (en) ( 46e McEachern), McCaig, Albuquerque (en), Gray - Nagy (en), Ongaro (en) ( 55e Burke) | Équipes                 | West - Baxter, Trott, Brewster ( Simmons), Lambert, Brangman - Seymour, Calderon , Bean - Astwood, Bell ( Bean) |                                                       | Spectateurs : 5 000 Arbitrage : Gino D'Ippolito | Spectateurs : 5 000 Arbitrage : Gino D'Ippolito |

| 3 juin 1979 | États-Unis | 0 - 2 | Mexique                     | Giants Stadium New York, États-Unis                   |                                                       |
| |            | (0 - 1) | Herrera (en) 38e · Lira 90e | Spectateurs : 13 000 Arbitrage : Rómulo Méndez Molina | Spectateurs : 13 000 Arbitrage : Rómulo Méndez Molina |
| Brcic (en) - Crudo (en), Clarke (en), Keough (en), Makowski (en) - Leeper (en), Van der Beck (en), DiBernardo (en) ( MacWilliams (en) 45e), Villa (en) - Ebert (en) ( Hayes (en)), Stamatis (en) | Équipes    | Lugo - Villalobos, Sepúlveda ( Comparán), Fuentes ( Rico), Herrera (en) ( Morales) - Romero, Rivera, Mendoza - Lira, Moses, Zacarías |                             | Spectateurs : 13 000 Arbitrage : Rómulo Méndez Molina | Spectateurs : 13 000 Arbitrage : Rómulo Méndez Molina |

#### Second tour
| Équipe 1 | Résultat | Équipe 2   | Aller | Retour |
| -------- | -------- | ---------- | ----- | ------ |
| Bermudes | 0 - 8    | États-Unis | 0 - 3 | 0 - 5  |

#### Détail des rencontres
| 2 décembre 1979 | Bermudes | 0 - 3 | États-Unis                                      | Bermuda National Stadium Hamilton, Bermudes |  |
|                 |          | (0 - 1) | Pesa (en) 10e · Davis 68e · DiBernardo (en) 77e |                                             |  |
|                 | Équipes  | Coffee (en) - Makowski (en), Keough (en), McKeon, Bellinger (en) - Hulcer (en), DiBernardo (en), Davis - Pesa (en), L. Nanchoff (en), Villa (en) |                                                 |                                             |  |

| 6 décembre 1979 , | États-Unis                                                           | 5 - 0   | Bermudes | Lockhart Stadium Fort Lauderdale, États-Unis |  |
| | Villa (en) ?? · G. Nanchoff (en) ?? · L. Nanchoff (en) ?? · Davis ?? | (? - ?) |          |                                              |  |
| Coffee (en) - Makowski (en), Keough (en), McKeon, Bellinger (en) - Van der Beck (en), Davis, Hulcer (en) - L. Nanchoff (en) ( G. Nanchoff (en)), Pesa (en), Villa (en) | Équipes                                                              |         |          |                                              |  |

### Zone Amérique Centrale (UNCAF)

#### Premier tour
| Équipe 1   | Résultat | Équipe 2 | Aller | Retour |
| ---------- | -------- | -------- | ----- | ------ |
| Guatemala  | 2 - 1    | Salvador | 2 - 0 | 0 - 1  |
| Costa Rica | 6 - 0    | Panama   | 4 - 0 | 2 - 0  |

#### Détail des rencontres
| 13 mai 1979 | Guatemala                     | 2 - 0 | Salvador | Estadio Mateo Flores Guatemala, Guatemala           |                                                     |
| | de la Roca 34e · Paniagua 52e | (1 - 0) |          | Spectateurs : 20 000 Arbitrage : Luis Paulino Siles | Spectateurs : 20 000 Arbitrage : Luis Paulino Siles |
| Castro - McNish ( Vidal), Cabrera, Rushford, Calderón - Cruz , Galindo, Fernández - de la Roca ( Galdámez), Paniagua, Morales | Équipes                       | Calderón - Molina, Rodríguez ( Martínez), Henríquez, Ramos - Méndez, Aguirre, Alfaro - González ( Infantozzi), Hernández, Quintanilla (en) |          | Spectateurs : 20 000 Arbitrage : Luis Paulino Siles | Spectateurs : 20 000 Arbitrage : Luis Paulino Siles |

| 20 mai 1979 | Salvador    | 1 - 0 | Guatemala | Estadio de Cuscatlán San Salvador, Salvador           |                                                       |
| | Cordero 30e | (1 - 0) |           | Spectateurs : 12 000 Arbitrage : Marcel Pérez Guevara | Spectateurs : 12 000 Arbitrage : Marcel Pérez Guevara |
| Calderón - Molina, Rodríguez , Henríquez, Rivas ( Quintanilla (en)) - Méndez, Aguirre, Alfaro - Chicas, González, Cordero 58e | Équipes     | Castro - Calderón, Cabrera, Rushford, Vidal - Cruz , Galindo ( Monzón), Fernández - de la Roca ( 44e Álvarez 67e), Paniagua, Morales |           | Spectateurs : 12 000 Arbitrage : Marcel Pérez Guevara | Spectateurs : 12 000 Arbitrage : Marcel Pérez Guevara |

| 22 mai 1979                                                                                                   | Costa Rica                            | 4 - 0                                                                                            | Panama | Estadio Ricardo Saprissa Aymá San José, Costa Rica |                                   |
| | Gutiérrez 8e 37e · Ulate (en) 77e 85e | (2 - 0)                                                                                          |        | Arbitrage : Jorge Alberto Narvaez                  | Arbitrage : Jorge Alberto Narvaez |
| Álvarez - Castillo, Benavides, Castro, Toppings - Avila (en), Lobo, Binns - Gutiérrez, Ulate (en), White (en) | Équipes                               | Moreno - Araúz, Luna, González, Aponte - González, Cáceres , Davis - Buitrago, Montilla, Sánchez |        | Arbitrage : Jorge Alberto Narvaez                  | Arbitrage : Jorge Alberto Narvaez |

| 25 mai 1979 | Panama  | 0 - 2 | Costa Rica                     | Estadio Nacional de La Sabana San José, Costa Rica |                                             |
| |         | (0 - 2) | Gutiérrez 18e · Ulate (en) 32e | Spectateurs : 3 797 Arbitrage : David Socha        | Spectateurs : 3 797 Arbitrage : David Socha |
| Moreno - Ávila, Luna, González, Aponte - González, Cáceres , Davis - Sánchez ( Flores), Montilla, Buitrago ( Quiñónez) | Équipes | Álvarez - Toppings, Benavides, Castro, Díaz (en) - Lobo, Avila (en), Binns ( Solano (en)) - Gutiérrez, Ulate (en) ( Cheves), White (en) |                                | Spectateurs : 3 797 Arbitrage : David Socha        | Spectateurs : 3 797 Arbitrage : David Socha |

#### Second tour
| Équipe 1   | Résultat | Équipe 2  | Aller | Retour | Appui |
| ---------- | -------- | --------- | ----- | ------ | ----- |
| Costa Rica | 3 - 2    | Guatemala | 1 - 2 | 1 - 0  | 1 - 0 |

#### Détail des rencontres
| 25 juillet 1979 | Costa Rica     | 1 - 2 | Guatemala      | Estadio Nacional de La Sabana San José, Costa Rica       |                                                          |
| | Ulate (en) 55e | (0 - 0) | Valdez 69e 80e | Spectateurs : 12 000 Arbitrage : Antonio Márquez Ramírez | Spectateurs : 12 000 Arbitrage : Antonio Márquez Ramírez |
| Edmond - Bastos, Castro, Lacey (es), Díaz (en) - Rojas (en), Paniagua (en), Alvarez (en) ( 46e Watson (en)) - Gutiérrez ( 32e Santana (en)), Ulate (en), Solano (en) | Équipes        | Castro - Calderón, Monzón, Cabrera, Carías - Bolaños (en), Cruz, Fernández - Valdez ( Morales), Paniagua, Pérez (en) ( 76e Escobar) |                | Spectateurs : 12 000 Arbitrage : Antonio Márquez Ramírez | Spectateurs : 12 000 Arbitrage : Antonio Márquez Ramírez |

| 5 août 1979 | Guatemala | 0 - 1 | Costa Rica       | Estadio Mateo Flores Guatemala, Guatemala             |                                                       |
| |           | (0 - 1) | Alvarez (en) 20e | Spectateurs : 50 000 Arbitrage : Marcel Pérez Guevara | Spectateurs : 50 000 Arbitrage : Marcel Pérez Guevara |
| Castro - Calderón, Monzón, Cabrera, Carías - Bolaños (en), Fernández, Cruz - Valdez ( 46e Galindo), Paniagua, Pérez (en) | Équipes   | Salazar - Bastos, Castro ( 80e Díaz (en)), Jiménez (en), Barquero - Montero (en), Alvarez (en), Rojas (en) - Santana (en), Navarro ( 70e Paniagua (en)), Jiménez (en) |                  | Spectateurs : 50 000 Arbitrage : Marcel Pérez Guevara | Spectateurs : 50 000 Arbitrage : Marcel Pérez Guevara |

| Match d'appui | Costa Rica | 1 - 0   | Guatemala | Estadio de Cuscatlán San Salvador, Salvador           |                                                       |
| 26 août 1979  | Montero (en) 83e | (0 - 0) | | Spectateurs : 45 000 Arbitrage : Tomas Herrera Garcia | Spectateurs : 45 000 Arbitrage : Tomas Herrera Garcia |
| 26 août 1979  | Salazar - Bastos, Castro, Jiménez (en), Barquero - Alvarez (en) ( 55e Salgado), Alvarado, Rojas (en) - Santana (en) ( 86e Díaz (en)), Montero (en), Jiménez (en) | Équipes | Castro - Calderón, Sánchez, Cabrera, Carías - Bolaños (en), Cruz, Galindo - Morales (en) ( 70e Fernández), Tally (es), Pérez (en) ( 62e de la Roca) | Spectateurs : 45 000 Arbitrage : Tomas Herrera Garcia | Spectateurs : 45 000 Arbitrage : Tomas Herrera Garcia |

### Zone Caraïbes (CFU)

#### Tour préliminaire
| Équipe 1 | Résultat | Équipe 2        | Aller | Retour |
| -------- | -------- | --------------- | ----- | ------ |
| Barbade  | -        | Grenade forfait | -     | -      |

#### Premier tour
| Équipe 1               | Résultat | Équipe 2               | Aller | Retour |
| ---------------------- | -------- | ---------------------- | ----- | ------ |
| Haïti                  | 7 - 1    | République dominicaine | 4 - 1 | 3 - 0  |
| Antilles néerlandaises | 3 - 9    | Trinité-et-Tobago      | 2 - 3 | 1 - 6  |
| Barbade                | 2 - 7    | Suriname               | 1 - 2 | 1 - 5  |
| Jamaïque               | 0 - 5    | Cuba                   | 0 - 3 | 0 - 2  |

#### Détail des rencontres
| 1er avril 1979                                                                                     | Haïti                                                  | 4 - 1 | République dominicaine | Stade Sylvio-Cator Port-au-Prince, Haïti    |                                             |
| | Romulus 17e · Trinidad 32e (csc) · Bobo ?? · Brévil ?? | (2 - 1) | Gómez 5e               | Spectateurs : 15 000 Arbitrage : Ilio Matos | Spectateurs : 15 000 Arbitrage : Ilio Matos |
| Maxi - Cadet, Bayard, Simeon, Allen - Romulus, Jean-Baptiste, Brévil - Jean-Louis, Bobo, Mathelier | Équipes                                                | Mejía - Padrón, Barrientos, Rodríguez, Trinidad - Garcia, Cartagena, de Jesus Pichardo - Salcedo, Gómez, Nota |                        | Spectateurs : 15 000 Arbitrage : Ilio Matos | Spectateurs : 15 000 Arbitrage : Ilio Matos |

| 7 mai 1979 ,                                                                                         | Antilles néerlandaises            | 2 - 3                                                                                               | Trinité-et-Tobago                                    | Wilhelminastadion Oranjestad, Antilles néerlandaises |                            |
| | Rosina 39e · Zimmerman 78e (pen.) | (1 - 2)                                                                                             | Charles 1re · Neptune 11e (pen.) · Celaire 73e (csc) | Arbitrage : George Douglas                           | Arbitrage : George Douglas |
| La Rosa - Sintjago, Zimmerman, Loefstok, Celaire - Helder, López, Richardson - Rosina, Rosa, Koolman | Équipes                           | Maurice - Fernandes, Husbands, Pierre, George - Murrell, La Forest, Wakes - Roach, Neptune, Charles |                                                      | Arbitrage : George Douglas                           | Arbitrage : George Douglas |

| 7 mai 1979 ,                                                                                  | Barbade    | 1 - 2 | Suriname                   | Barbados National Stadium Bridgetown, Barbade       |                                                     |
|                                                                                               | Hewitt 30e | (1 - 1) | Stjeward 65e · Eduards 67e | Spectateurs : 12 000 Arbitrage : Osmond Downer (hu) | Spectateurs : 12 000 Arbitrage : Osmond Downer (hu) |
| Williams - Smith, Goddard, Emmanuel, Hackett - Wall, King, Carter, Alleyne - Hewitt, Harewood | Équipes    | Belfor - Garden (en), Stjeward, George, Rigters (en) - Leisbergen, Eduards ( Entingh (en)), MacLean ( Nelom) - Rustenberg, Hankers, Borgia |                            | Spectateurs : 12 000 Arbitrage : Osmond Downer (hu) | Spectateurs : 12 000 Arbitrage : Osmond Downer (hu) |

| 13 mai 1979 , | Jamaïque | 0 - 3                                                                                            | Cuba              | Independence Park Kingston, Jamaïque |  |
| |          | (0 - 1)                                                                                          | Núñez 23e 65e 84e |                                      |  |
| Edwards - Welch, Henry ( 46e Hutchinson), Parkin, Ledford - Gordon, Russell, Hyde, Clarke - Burgess, Donaldson (en) | Équipes  | Reinoso - Povea, Loredo, Dreké (en), Sánchez (en) - Roldán, Delgado, Massó - Lara, Rondón, Núñez |                   |                                      |  |

| 19 mai 1979 | Trinité-et-Tobago                                   | 6 - 1   | Antilles néerlandaises | Skinner Park San Fernando, Trinité-et-Tobago |  |
|             | Charles ?? · Frederick ?? · Neptune ?? · Murrell ?? | (? - ?) | Pierre ??              |                                              |  |

| 27 mai 1979 | République dominicaine | 0 - 3                                                                                         | Haïti                                                 | Saint-Domingue, République dominicaine |  |
| |                        | (0 - 1)                                                                                       | Romulus 36e (pen.) · Jean-Louis 75e · Bobo 85e (pen.) |                                        |  |
| Mejía - Padrón, Barrientos, Rodríguez, Trinidad - Cartagena, de Jesús Pichardo , Ramírez - Delgado, Martínez, Gómez | Équipes                | Maxi - Cadet, Allen , Jeune, Bayard - Duverger, Jean-Louis, Bobo - Brévil, Romulus, Mathelier |                                                       |                                        |  |

| 27 mai 1979 | Suriname                                                                            | 5 - 1                                                                                               | Barbade      | Surinamestadion Paramaribo, Suriname      |                                           |
| | Smith 3e (csc) · Rigters (en) 15e · Entingh (en) 40e · George 58e · Garden (en) 89e | (3 - 1)                                                                                             | Bascombe 30e | Spectateurs : 8 000 Arbitrage : Felix Gay | Spectateurs : 8 000 Arbitrage : Felix Gay |
| Belfor - Garden (en), Stjeward, George, Rigters (en) - Leisbergen, Eduards, Entingh (en), MacLean - Rustenberg, Hankers, Berdberg | Équipes                                                                             | Williams - Smith, Goddard, Emmanuel, Hackett - Carter, Alleyne, Bascombe, Holder - Hewitt, Harewood |              | Spectateurs : 8 000 Arbitrage : Felix Gay | Spectateurs : 8 000 Arbitrage : Felix Gay |

| 27 mai 1979 | Cuba                   | 2 - 0 | Jamaïque | Estadio Pedro Marrero La Havane, Cuba |                      |
| | Delgado 5e · Núñez 23e | (2 - 0) |          | Arbitrage : Stidence                  | Arbitrage : Stidence |
| Madera - Povea, Loredo, Dreké (en), Sánchez (en) - Delgado ( López (en)), Massó, Roldán - Lara, Núñez, Pereira ( Rondón) | Équipes                | Edwards ( 41e DaCosta ) - Barret, Welch, Bernard, Bryce - Gordon, Russell , Bell, Clarke - Burgess, Prendes |          | Arbitrage : Stidence                  | Arbitrage : Stidence |

#### Deuxième tour
| Équipe 1          | Résultat | Équipe 2 | Aller | Retour | Appui |
| ----------------- | -------- | -------- | ----- | ------ | ----- |
| Cuba              | 0 - 1    | Haïti    | 0 - 1 | 0 - 0  | -     |
| Trinité-et-Tobago | 3 - 5    | Suriname | 2 - 0 | 1 - 3  | 0 - 2 |

#### Détail des rencontres
| 5 août 1979 ,                                                                                          | Cuba    | 0 - 1                                                                                                | Haïti      | Estadio Pedro Marrero La Havane, Cuba        |                                              |
| |         | (0 - 1)                                                                                              | Brévil 17e | Spectateurs : 40 000 Arbitrage : David Socha | Spectateurs : 40 000 Arbitrage : David Socha |
| Reinoso - López (en), Loredo, Dreké (en), Sánchez (en) - Roldán, Massó, Delgado - Lara, Núñez, Pereira | Équipes | Maxi - Cadet, Duverger, Vielot, Allen - Romulus, Jean-Baptiste, Brévil - Jean-Louis, Bobo, Mathelier |            | Spectateurs : 40 000 Arbitrage : David Socha | Spectateurs : 40 000 Arbitrage : David Socha |

| 11 août 1979 , | Trinité-et-Tobago | 2 - 0   | Suriname | Skinner Park San Fernando, Trinité-et-Tobago |  |
|                | ? 15e · ? 40e     | (2 - 0) |          |                                              |  |

| 18 août 1979 | Haïti | 0 - 0   | Cuba | Stade Sylvio-Cator Port-au-Prince, Haïti |
|              |       | (0 - 0) |      |                                          |

| 26 août 1979 , | Suriname                                | 3 - 1   | Trinité-et-Tobago | Surinamestadion Paramaribo, Suriname |  |
|                | Rigters (en) 15e 24e · Entingh (en) 30e | (3 - 0) | Mike 65e          |                                      |  |

| Match d'appui     | Suriname                    | 2 - 0   | Trinité-et-Tobago | Independence Park Kingston, Jamaïque |  |
| 30 septembre 1979 | George ?? · Rigters (en) ?? | (? - ?) |                   |                                      |  |

#### Troisième tour
| Équipe 1 | Résultat | Équipe 2 | Aller | Retour | Appui |
| -------- | -------- | -------- | ----- | ------ | ----- |
| Haïti    | 2 - 4    | Suriname | 2 - 0 | 0 - 2  | 0 - 2 |

#### Détail des rencontres
| 7 décembre 1979 | Haïti                     | 2 - 0 | Suriname | Stade Sylvio-Cator Port-au-Prince, Haïti               |                                                        |
| | Romulus 5e · Mathelier ?? | (1 - 0) |          | Spectateurs : 20 000 Arbitrage : Carl Halford Belnavis | Spectateurs : 20 000 Arbitrage : Carl Halford Belnavis |
| Maxi - Cadet, Bayard, Vielot, Allen - Fleurizard ( Pierre), Romulus, Jean-Yves Vincent, Carmin Vélimat ( Jean-Louis), Bobo, Mathelier | Équipes                   | Leilis - Lieveld, Borgia, Garden (en), Rustenberg - Rust, Purperhart (en), George - Fransman, Rigters (en), Stjeward |          | Spectateurs : 20 000 Arbitrage : Carl Halford Belnavis | Spectateurs : 20 000 Arbitrage : Carl Halford Belnavis |

| 14 décembre 1979 , | Suriname                          | 2 - 0   | Haïti | Surinamestadion Paramaribo, Suriname |                                |
| | Rustenberg 10e (pen.) · Nelom 30e | (1 - 0) |       | Arbitrage : Luis Paulino Siles       | Arbitrage : Luis Paulino Siles |
| Leilis - Borgia, Garden (en), Lieveld ( Hankers) - Purperhart (en), George, Rustenberg, Stjeward - Voorn, Nelom, Pinas | Équipes                           |         |       | Arbitrage : Luis Paulino Siles       | Arbitrage : Luis Paulino Siles |

| Match d'appui                        | Suriname | 2 - 0   | Haïti | Queen's Park Oval Port-d'Espagne, Trinité-et-Tobago |  |
| 12 janvier 1980 , 15:30 heure locale |          | (? - ?) |       |                                                     |  |

### Tournoi final
La phase finale désignant les deux nations participantes au tournoi olympique a eu lieu en matches aller et retour du 12 mars au 2 avril 1980. Le Costa Rica et les États-Unis se sont qualifiés, ces derniers ont toutefois été remplacés par Cuba après que le Suriname et Haïti aient décliné l'invitation.
| Rang | Équipe     | Pts | J | G | N | P | Bp | Bc | Diff |  | Résultats (▼ dom., ► ext.) |     |     |     |
| ---- | ---------- | --- | - | - | - | - | -- | -- | ---- |  | -------------------------- | --- | --- | --- |
| 1    | Costa Rica | 5   | 4 | 2 | 1 | 1 | 7  | 6  | +1   |  | Costa Rica                 |     | 0-1 | 3-2 |
| 2    | États-Unis | 5   | 4 | 2 | 1 | 1 | 6  | 6  | 0    |  | États-Unis                 | 1-1 |     | 2-1 |
| 3    | Suriname   | 3   | 4 | 1 | 0 | 3 | 9  | 10 | -1   |  | Suriname                   | 2-3 | 4-2 |     |

#### Détail des rencontres
| 12 mars 1980 | Costa Rica                                  | 3 - 2 | Suriname                     | Estadio Nacional de La Sabana San José, Costa Rica |                        |
| | Jiménez (en) 5e 24e · Mills (en) 52e (pen.) | (2 - 2) | Entingh (en) 39e · Voorn 42e | Arbitrage : Ilio Matos                             | Arbitrage : Ilio Matos |
| Gutiérrez - Toppings, García (en), Castro, Obando - Mills (en) ( Torres), Velásquez ( Avila (en)), Hernández (en) - White (en), Montero (en), Jiménez (en) | Équipes                                     | Leilis - Rustenberg, Borgia, Garden (en), Lieveld - Stjeward, George, Bundel (en) - Voorn ( Rigters (en)), Fransman, Entingh (en) |                              | Arbitrage : Ilio Matos                             | Arbitrage : Ilio Matos |

| 16 mars 1980 | États-Unis                      | 2 - 1   | Suriname  | Orlando Stadium Orlando, États-Unis |                     |
| | Morrone (en) ?? · Ebert (en) ?? | (0 - 1) | Voorn 23e | Spectateurs : 1 500                 | Spectateurs : 1 500 |
| Coffee (en) - Clarke (en), McKeon, Keough (en), Bellinger (en) - Van der Beck (en), Morrone (en), DiBernardo (en), Nanchoff (en) - Ebert (en), Villa (en) | Équipes                         |         |           | Spectateurs : 1 500                 | Spectateurs : 1 500 |

| 20 mars 1980 | Costa Rica | 0 - 1 | États-Unis     | Estadio Nacional de La Sabana San José, Costa Rica |                      |
| |            | (0 - 1) | Ebert (en) 44e | Spectateurs : 14 102                               | Spectateurs : 14 102 |
| Gutiérrez - Masís (en), Toppings, García (en), Castro, Obando - Mills (en), Hernández (en), Quesada (en), Velásquez (en), Alvarez (en), Avila (en) - White (en), Montero (en), Jiménez (en), Torres | Équipes    | Coffee (en) - Clarke (en), McKeon, Keough (en), Bellinger (en) - Van der Beck (en), Morrone (en), DiBernardo (en), Nanchoff (en) - Ebert (en), Villa (en) |                | Spectateurs : 14 102                               | Spectateurs : 14 102 |

| 25 mars 1980 | États-Unis     | 1 - 1 | Costa Rica   | Cougar Field Edwardsville, États-Unis |                     |
| | Ebert (en) 25e | (1 - 0) | Toppings 71e | Spectateurs : 2 500                   | Spectateurs : 2 500 |
| Coffee (en) - Clarke (en), Keough (en), Lawson (en), Bellinger (en) - Van der Beck (en), Morrone (en), DiBernardo (en) 63e, Nanchoff (en) - Ebert (en), Villa (en) | Équipes        | Gutiérrez - Masís (en), García (en), Castro, Toppings - Hernández (en), Avila (en) ( 2mte Quesada (en)), Alvarez (en) - White (en), Mills (en), Obando ( 2mte Montero (en)) |              | Spectateurs : 2 500                   | Spectateurs : 2 500 |

| 30 mars 1980 | Suriname                             | 2 - 3 | Costa Rica                          | Surinamestadion Paramaribo, Suriname |                          |
| | Rustenberg 50e (pen.) · Stjeward 52e | (0 - 2) | White (en) 36e 89e · Mills (en) 42e | Arbitrage : Hubert Tromp             | Arbitrage : Hubert Tromp |
| Leilis - Lieveld, Borgia, Garden (en), Rustenberg - Stjeward, Hankers, Bundel (en) - Voorn, Fransman ( Nelom), Entingh (en) | Équipes                              | Gutiérrez - Masís (en), García (en), Castro, Toppings - Hernández (en) , Avila (en) ( 2mte Velásquez (en)), Alvarez (en) - White (en), Mills (en), Obando ( 2mte Quesada (en)) |                                     | Arbitrage : Hubert Tromp             | Arbitrage : Hubert Tromp |

| 2 avril 1980 | Suriname                                        | 4 - 2 | États-Unis                 | Surinamestadion Paramaribo, Suriname |  |
|              | George ?? · Lieveld ?? · Stjeward ?? · Nelom ?? | (? - ?) | Pesa (en) ?? · Gee (en) ?? |                                      |  |
|              | Équipes                                         | Coffee (en) - Clarke (en), Salvemini (en), Lignos (en), Hayes (en) - Van der Beck (en), Vigliotti (en), Pesa (en) - Villa (en), Ebert (en), Gee (en) |                            |                                      |  |